# Salvador Nasralla
Salvador Alejandro César Nasralla Salum (Tegucigalpa, 30 de janeiro de 1953) é um político hondurenho. Sua presença na televisão hondurenha, ao longo de sua carreira de mais de 40 anos como apresentador de eventos e de seus programas 5 Deportivo e X-0 da Dinero, rendeu-lhe o apelido de "O Senhor da Televisão".
Entrou para a política em 2011, participando como candidato presidencial nas eleições de 2013 para o Partido Anticorrupção (PAC), cofundado por ele. Foi candidato à presidência da Aliança de Oposição contra a Ditadura, formada pelo Partido Liberdade e Refundação (Libre) e pelo Partido da Inovação e Unidade (PINU-SD), durante as eleições de 2017. Para as eleições de 2021 fundou o Partido Salvador de Honduras (PSH) e tornou-se candidato à presidência da União de Oposição Nacional de Honduras (UNOH) formada por esse partido e a PINU, mas em outubro desse ano renunciou e tornou-se candidato à primeira indicação presidencial por Libre, que tem Xiomara Castro como sua candidata.